# Campionat d'Àfrica de bàsquet masculí
El Campionat d'Àfrica de bàsquet masculí (FIBA Africa Championship o AfroBasket) és la competició de bàsquet continental d'Àfrica de bàsquet masculí. És organitzada per la FIBA i en aquest torneig es decideix quins països representaran Àfrica en el Campionat del Món de bàsquet masculí.

## Historial
| 1962 Detalls | El Caire          | · R. Àrab Unida     | 66-42  | · Sudan         | · Marroc            | 44-41  | · Guinea            |
| 1964 Detalls | Casablanca        | · R. Àrab Unida     | 69-57  | · Marroc        | · Palestina         | 53-51  | · Tunísia           |
| 1965 Detalls | Tunis             | · Marroc            | 70-57  | · Tunísia       | · Algèria           | 57-46  | · Senegal           |
| 1968 Detalls | Casablanca        | · Senegal           | 67-60  | · Marroc        | · R. Centreafricana | 76-60  | · Mali              |
| 1970 Detalls | Alexandria        | · R. Àrab Unida     | 70-63  | · Senegal       | · Tunísia           | 76-56  | · R. Centreafricana |
| 1972 Detalls | Dakar             | · Senegal           | 61-54  | · Egipte        | · Mali              | 107-74 | · R. Centreafricana |
| 1974 Detalls | Bangui            | · R. Centreafricana | 72-67  | · Senegal       | · Tunísia           | 82-72  | · Camerun           |
| 1975 Detalls | Alexandria        | · Egipte            | 70-61  | · Senegal       | · Sudan             | 81-78  | · Zaire             |
| 1978 Detalls | Dakar             | · Senegal           | 103-72 | · Costa d'Ivori | · Egipte            | 2-0    | · Sudan             |
| 1980 Detalls | Rabat             | · Senegal           | 96-90  | · Costa d'Ivori | · Marroc            | 97-83  | · Algèria           |
| 1981 Detalls | Mogadishu         | · Costa d'Ivori     | 81-65  | · Egipte        | · Somàlia           | 2-0    | · Algèria           |
| 1983 Detalls | Alexandria        | · Egipte            | 94-68  | · Angola        | · Senegal           | 78-71  | · Costa d'Ivori     |
| 1985 Detalls | Abidjan           | · Costa d'Ivori     | 84-73  | · Angola        | · Egipte            | 74-73  | · Senegal           |
| 1987 Detalls | Tunis             | · R. Centreafricana | 94-87  | · Egipte        | · Angola            | 73-71  | · Mali              |
| 1989 Detalls | Luanda            | · Angola            | 89-62  | · Egipte        | · Senegal           | 65-53  | · Mali              |
| 1992 Detalls | El Caire          | · Angola            | 71-66  | · Senegal       | · Egipte            | 97-81  | · Mali              |
| 1993 Detalls | Nairobi           | · Angola            | 69-61  | · Egipte        | · Senegal           | 90-76  | · Kenya             |
| 1995 Detalls | Alger             | · Angola            | 68-55  | · Senegal       | · Nigèria           | 58-51  | · Algèria           |
| 1997 Detalls | Dakar             | · Senegal           | 69-48  | · Nigèria       | · Angola            | 79-55  | · Egipte            |
| 1999 Detalls | Luanda i Cabinda  | · Angola            | 79-72  | · Nigèria       | · Egipte            | 75-63  | · Mali              |
| 2001 Detalls | Casablanca        | · Angola            | 78-68  | · Algèria       | · Egipte            | 77-71  | · Tunísia           |
| 2003 Detalls | Alexandria        | · Angola            | 85-65  | · Nigèria       | · Egipte            | 81-79  | · Senegal           |
| 2005 Detalls | Alger i Staouéli  | · Angola            | 70-61  | · Senegal       | · Nigèria           | 88-76  | · Algèria           |
| 2007 Detalls | Angola            | · Angola            | 86-72  | · Camerun       | · Cap Verd          | 53-51  | · Egipte            |
| 2009 Detalls | Trípoli i Bengasi | · Angola            | 82-72  | · Costa d'Ivori | · Tunísia           | 83-68  | · Camerun           |
| 2011 Detalls | Antananarivo      | · Tunísia           | 67-56  | · Angola        | · Nigèria           | 77-67  | · Costa d'Ivori     |
| 2013 Detalls | Abidjan           | · Angola            | 57-40  | · Egipte        | · Senegal           | 57-56  | · Costa d'Ivori     |
| 2015 Detalls | Tunis             | · Nigèria           | 74-65  | · Angola        | · Tunísia           | 82-73  | · Senegal           |
| 2017 Detalls | Dakar i Tunis     | · Tunísia           | 77-65  | · Nigèria       | · Senegal           | 73-62  | · Marroc            |
| 2021 Detalls | Kigali            | · Tunísia           | 78-75  | · Costa d'Ivori | · Senegal           | 86-73  | · Cap Verd          |
| 2025 Detalls | TBD               |                     |        |                 |                     |        |                     |

## Medaller

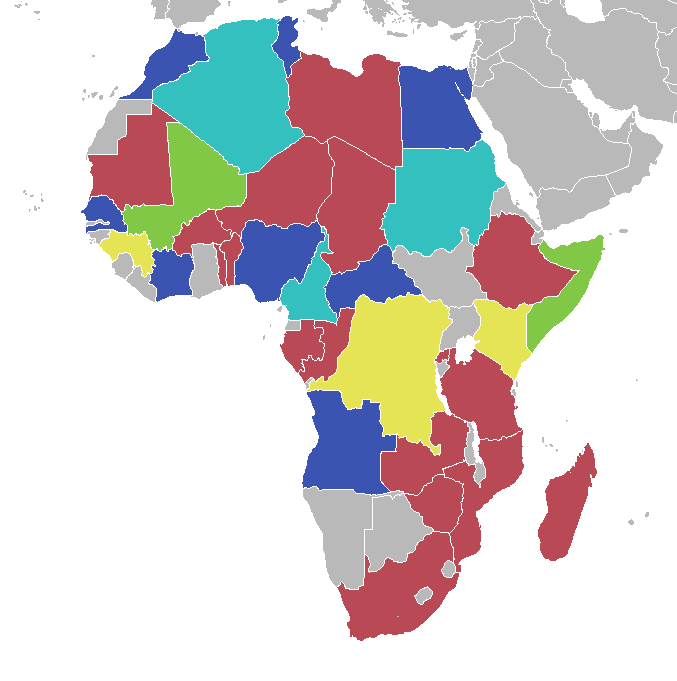
Mapa amb les millors classificacions per país.

| Posició | Selecció                 | Or                                                                    | Plata | Bronze | Total |
| ------- | ------------------------ | --------------------------------------------------------------------- | ----- | ------ | ----- |
| 1       | Angola                   | 11 (1989, 1992, 1993, 1995, 1999, 2001, 2003, 2005, 2007, 2009, 2013) | 4     | 2      | 17    |
| 2       | Egipte                   | 5 (1962, 1964, 1970, 1975, 1983)                                      | 6     | 6      | 17    |
| 3       | Senegal                  | 5 (1968, 1972, 1978, 1980, 1997)                                      | 6     | 6      | 17    |
| 4       | Tunísia                  | 3 (2011, 2017, 2021)                                                  | 1     | 4      | 8     |
| 5       | Costa d'Ivori            | 2 (1981, 1985)                                                        | 4     | -      | 6     |
| 6       | República Centreafricana | 2 (1974, 1987)                                                        | -     | 1      | 3     |
| 7       | Nigèria                  | 1 (2015)                                                              | 4     | 3      | 8     |
| 8       | Marroc                   | 1 (1965)                                                              | 2     | 2      | 5     |
| 9       | Sudan                    | -                                                                     | 1     | 1      | 2     |
| 9       | Algèria                  | -                                                                     | 1     | 1      | 2     |
| 11      | Palestina                | -                                                                     | -     | 1      | 1     |
| 11      | Mali                     | -                                                                     | -     | 1      | 1     |
| 11      | Somàlia                  | -                                                                     | -     | 1      | 1     |
| 11      | Cap Verd                 | -                                                                     | -     | 1      | 1     |